# زولت بالوج
زولت بالوج (بالمجرية: Balog Zsolt)‏ هو لاعب كرة قدم مجري، ولد في 10 نوفمبر 1978 في Békés ‏ في المجر. لعب مع نادي بكسكابا 1912 إلوره ونادي بودابست هونفيد ونادي دبرتسني ونادي فاساس.

## وصلات خارجية
- زولت بالوج على موقع قاعدة بيانات كرة القدم.إي يو (الإنجليزية)